# Arenga
Arenga (mittellateinisch (h)arenga, von altitalienisch aringa‚ feierliche Ansprache‘, abgeleitet zu aringo‚ öffentlicher Platz‘, entlehnt aus gotisch *hriggs ‚Ring, ringförmige Versammlung‘, kreisförmig versammelte Menschenmenge) nennt man eine den Kontext einer mittelalterlichen Urkunde einleitende Formel, die nicht rechtserheblich ist. Im byzantinischen Raum wurde sie als Proömium bezeichnet.
Bis zur Mitte des 10. Jahrhunderts waren typische Arengen recht kurz gehalten, später wurden sie oft ausführlicher. Unter Kaiser Heinrich II. wurden sie gelegentlich in Reimprosa verfasst.
Die Arenga bringt die allgemeinen Motive zum Ausdruck, die zur Ausstellung einer Urkunde geführt haben. Sie handelt – oft in pathetischer Art und Weise – von Herrschertugenden, von der Hoffnung auf himmlische Belohnung, vom Amt, vom Recht oder vom Frieden.
Für die Geschichtswissenschaft stellen die Arengen wichtige Quellen zur mittelalterlichen Ideengeschichte dar, beispielsweise zur jeweils herrschenden Ideologie, zum jeweiligen „Staatsdenken“, zur Regierungstätigkeit bzw. zum „Regierungsprogramm“. In der Diplomatik kann die Arenga, soweit sie nicht nur feststehende Muster wiedergibt, zur Bestimmung des Diktats benutzt werden.
Die päpstlichen Bullen und Enzykliken werden nach dem Incipit der Arenga zitiert, z. B. Unam Sanctam (1302) oder In coena Domini (1363/1627).